# プリマ・リエ
プリマ・リエ（1980年9月21日 - ）は、日本のお笑いタレントである。
京都府出身。サンミュージックプロダクション所属。

## 略歴
かつては劇団四季所属の女優として活動。バレエスタジオ、リスクダンスワークショップでバレエの講師も務めていた。
オセロ5級、けん玉4級の資格有り。日本バレエ協会、現代舞踊協会ではいずれも正会員。
2006年5月6日放送の『欽ちゃん&香取慎吾の新!仮装大賞』（第76回）に3人で出場して「バレエ組曲白球の湖」を演じた。この作品はこの回の優勝に選ばれる。この番組には第84回（2010年5月4日放送）にも出場した（ただし「プリマ・リエ」の名前は出さずに出場）。
2009年、この年の『西口プロレス新人レスラーオーディション』で最終選考の5人の中に残り、2009年3月1日に行われた最終審査大会に出場、橋爪ヨウコと共に合格者に選ばれ、神風健三郎と組んで西口プロレスでアントニオ小猪木＆橋爪ヨウコ組と激突した。
2010年に、サンミュージックプロダクション所属となる。
既婚者で、2013年1月1日に男児を出産。

## 出演

### テレビ
- あらびき団（TBSテレビ）- 2009年8月26日（第85回）
- BSブランチ（BS-TBS）- 2010年10月16日
- 新世紀ネタキング決定戦（TOKYO MX）- 2011年3月10日
- 森田一義アワー 笑っていいとも!（フジテレビ）- 2011年7月8日『ドヤテクZ』コーナー、2012年4月4日『我が社のイチ推し』コーナー
- 神々の勲章（フジテレビ）- 2011年11月18日
- なでしこサンミュージック（2011年8月12日開始、ニコジョッキー） 月1金曜
- FNS27時間テレビ 女子力全開2013 乙女の笑顔が明日をつくる!!（フジテレビ）- 2013年8月4日「女芸人100人アンケート」コーナー出演
- うつけもん（フジテレビ）- 2014年7月9日・7月23日
- お願い!ランキング（テレビ朝日） - 2016年8月19日
- Momm!!（TBS） - 2016年10月25日
- ヤバイかスゴイか カミヒトエ!（テレビ朝日） - 2019年1月5日
- ウチのガヤがすみません!（日本テレビ） - 2019年1月8日初出演
- ブイ子のバズっちゃいな!（テレビ朝日）- 2020年1月22日

### ラジオ
- おはよう!スプーン（ラジオ日本、2011年8月26日）SPコーナー「サムーソニック」に出演

### ライブ
- サンミュージックGETライブ
- プレGETシアター
- メスサンミュージック
- お笑い無料ライブ・笑っていこうぜ新宿!
- 炊きたて一番!
- 半袖ライブ
- スギロックフェスティバル
他